# 札幌北楡病院
札幌北楡病院（さっぽろほくゆびょういん）は、札幌市白石区にある病院。日本医工学治療学会の事務局所在地。

## 沿革
- 1985年（昭和60年）：「札幌北楡病院」開院（人工臓器移植研究所併設）[3]。
- 1988年（昭和63年）：増改築[3]。
- 1994年（平成06年）：西棟新築[3]。医療法人北楡会設立[3]。
- 2001年（平成13年）：特定医療法人認定[3]。
- 2003年（平成15年）：医療法人社団開成会と合併[3]。
- 2007年（平成19年）：小児病棟開設[3]。
- 2011年（平成23年）：社会医療法人認定[3]。
- 2013年（平成25年）：白石肛門科胃腸科病院と合併[3]。
- 2014年（平成26年）：院内保育所開園[3]。
- 2015年（平成27年）：南棟新築、緩和ケア病棟開設[3]。
- 2016年（平成28年）：東棟改修[3]。地域包括ケア病棟開設[3]。

## 機関指定
| 保険指定医療機関                                              | 生活保護法指定医療機関                |
| 結核予防法指定医療機関                                        | 労災保険指定医療機関                  |
| 身体障害者福祉法指定医療機関                                  | 被爆者一般疾病指定医療機関            |
| 更生医療指定医療機関                                          | 育成医療指定医療機関                  |
| 特定疾患受託医療機関                                          | 小児特定疾患受託医療機関              |
| 高度先進医療指定医療機関                                      | 協力型卒後臨床研修病院                |
| 献腎移植登録施設                                              | 骨髄バンク 骨髄・末梢血幹細胞採取施設 |
| 骨髄バンク 骨髄・末梢血幹細胞移植診療科（内科・小児思春期科） | さい帯血バンク登録医療機関            |
| 臨床研修指定病院                                              | DPC（診断群分類包括評価）対象病院     |
| 北海道がん診療連携指定病院                                    |                                       |

## 診療科等
診療科
- 外科
- 肛門外科
- 腎臓移植外科
- 泌尿器科
- 内科
- 血液内科
- 消化器内科
- 整形外科
- 小児思春期科
- 糖尿病代謝内科
- 腎臓内科
- 循環器内科
- 麻酔科
- 緩和・ペインクリニック
- 歯科
- 放射線科

特殊診療・センター
- AOC人工臓器治療センター
- 免疫細胞療法センター
- スリープ外来
- 造血幹細胞移植
- 血管再生治療
- 腎臓移植
- 内視鏡外科手術（腹腔鏡）
- フットケア外来
- ストーマ外来（人工肛門）

部門
- 看護部
- 栄養科
- 薬剤部
- 臨床工学技術科
- 理学療法技術科
- 臨床検査技術科
- 放射線技術科
- 医療連携室（がん相談支援センター）

## 施設認定
| 日本外科学会外科専門医制度修練施設 | 日本透析医学会専門医制度認定施設       |
| 日本内科学会認定医制度教育関連病院 | 日本血液学会認定血液研修施設           |
| 日本消化器病学会専門医制度認定施設 | 日本消化器内視鏡学会認定指導施設       |
| 日本消化器外科学会専門医修練施設   | 日本輸血細胞治療学会認定医制度指定施設 |
| 日本肝臓学会認定施設               | 日本アフェレシス学会認定施設           |
| 日本がん治療認定医機構認定研修施設 | 日本小児科学会小児専門医研修施設       |
| 日本臨床腫瘍学会認定研修施設       |                                        |

## アクセス・駐車場
北海道道89号札幌環状線（環状通）沿いに位置している。
- 北海道中央バス（白石営業所）「本郷通1丁目」バス停下車
- 札幌市営地下鉄東西線白石駅から徒歩約4分
- 駐車場
  - A（東棟正面玄関横）：夏期27台、冬期26台
  - B（西棟正面玄関横）：透析患者専用
  - C（西棟向かい）：夏期63台、冬期58〜62台